# 그대에게
그대에게는 대한민국의 가수 겸 작곡가이자 프로듀서인 신해철이 작사·작곡하고, 1988년 《MBC 대학가요제》에 그의 친구들과 결성한 팀 무한궤도로 출전해 대상을 수상한 노래이다.

## 배경
1988년, 대학교 2학년 학생이던 신해철은 그의 고교시절 밴드 동료들이 결성한 아기천사라는 팀의 요청으로, 제9회 MBC 강변가요제에 〈그리움은 기다림의 시작이야〉라는 곡으로 출전하여 본선까지 올라갔다가 결선에서는 탈락하고 만다. 그후 이곡은 신해철의 1집 수록곡인 <슬픈 표정 하지 말아요>로 변경되었다. 후에 그는 강변가요제의 출전 경험을 바탕으로 가요제의 특성에 대해 연구하였고, 부친 몰래 대학가요제 출전을 준비하고 있었기에 집에서 이불을 뒤집어 쓴 채 문방구에서 구입한 멜로디언으로 〈그대에게〉를 작곡하게 되었다. 신해철은 작곡을 하면서 '전주부터 화려하게 치고 들어가야 한다, 전진돌격대형으로 시작부터 돌격한다, 곡이 좀 특이해야 한다, 노래 자체는 단순하다, 8비트로 누구나 따라 부를 수 있는 멜로디로 간다, (대학가요제)현장 행사에서 가사가 전달될 리 없으니 쉬운 가사로 간다, 4분 동안 끊임없이 변한다, 지루할 시간을 주지 않는다' 라는 작전을 세웠다. 그리고 같은 해 12월 24일 잠실 체조경기장에서 열린 MBC 대학가요제에 그의 친구들과 결성한 무한궤도라는 팀으로 출전해 대상을 수상하였다.
그 후 〈그대에게〉는 1991년 발표된 신해철의 두 번째 솔로앨범 《Myself》에 리레코딩된 버전으로 수록되어 각종 운동 관련 행사나 대학 축제 등에서 응원가로 자주 쓰이게 되기도 했다. 2006년 2월에는 신해철이 리더로 활동하는 록 밴드 N.EX.T의 5.5집 《ReGame?》에서 60인조 체코 심포니오케스트라와 협연한(신해철은 '그대에게 완전판'이라는 표현을 사용) 곡을 수록하였다.

### 라이브 음원 수록 앨범
- 1995년 - 《The Return of N.EX.T Part 1 - The Being Live Concert Chapter 2》
- 1999년 - 《Homemade Cookies & 99 Crom Live》

### 리메이크
2003년 6월에 SM 엔터테인먼트 소속 가수들이 참여한 여름앨범 《'03 Summer Vacation in SMTOWN.com》에 문희준이 〈그대에게〉를 리메이크한 버전을 부른 곡이 수록되었다. 또 2005년 7월에는 싸이의 리믹스 앨범인 《REMAKE & MIX 18번》에 싸이가 리메이크한 버전을 부른 라이브 실황영상이 실렸다.

### 인용
2016년에 발매된 러블리즈의 싱글앨범인 〈Lovelinus〉의 타이틀곡 ‘그대에게’에는 이 노래의 가사 중 한부분인 '숨가쁘게 살아가는 순간 속에도 우린 서로 이렇게 아쉬워하는걸'이라는 구절이 인용되었다.

## 버전

### 신해철 생전
- 1988년 MBC 대학가요제 라이브
- 1989년 MBC 대학가요제 앨범
- 1990년 KBS 쇼특급 토요공연 라이브
- 1991년 Myself
- 1991년 '91 신해철 Myself Tour 라이브
  - 음원은 존재하는 것으로 추정되지만, 발매되진 않았다.
- 1992-1997년 N.EX.T 라이브
  - 1995년 N.EX.T 라이브 앨범인 The Return of N.EX.T Part 1 - The Being Live Concert Chapter 2에 수록되었다.
- 1999년 Monocrom Live/Homemade Cookies & 99 Crom Live
- 2002-2005년 N.EX.T 라이브
- 2003년 MBC 대학가요제 데모
- 2006년 ReGame?
- 2007-2011년 N.EX.T 라이브
- 2011년 예술의 전당 팝스콘서트
- 2012년 문재인 캠프
- 2012년 Reboot the Nation
- 2013년 예술의 전당 락심포니

### 신해철 사후
- 2019년 Ghost Touch Part 2
- 2025년 오징어 게임 2 OST